# Liste des édifices labellisés « Architecture contemporaine remarquable » des Hautes-Pyrénées
Cet article recense les édifices labellisés « Architecture contemporaine remarquable » des Hautes-Pyrénées, en France.
Le label « Architecture contemporaine remarquable » remplace depuis 2016 l'ancien label « Patrimoine du XXe siècle ». Il ne prend en compte que des édifices de moins de 100 ans à la date de labellisation, et qui ne sont pas protégés comme monuments historiques.
Au début 2024, les Hautes-Pyrénées comptent 13 édifices ainsi labellisés.

## Liste
| Monument                                                               | Commune             | Adresse                      | Coordonnées                        | Notice     | Date | Illustration                                                          |
| ---------------------------------------------------------------------- | ------------------- | ---------------------------- | ---------------------------------- | ---------- | ---- | --------------------------------------------------------------------- |
| Barrage de Cap-de-Long                                                 | Aragnouet           |                              | 42° 49′ 35″ nord, 0° 07′ 47″ est   | ACR0001153 | 2017 | Barrage de Cap-de-Long                                                |
| Barrage de Migouélou                                                   | Arrens-Marsous      |                              | 42° 54′ 59″ nord, 0° 15′ 17″ ouest | ACR0001154 | 2017 | Barrage de Migouélou                                                  |
| École maternelle Achard                                                | Bagnères-de-Bigorre | 3 rue Joseph-Meynier         | 43° 04′ 06″ nord, 0° 08′ 37″ est   | ACR0001777 | 2022 | Image manquante Téléverser                                            |
| Observatoire du pic du Midi (bâtiment interministériel du pic du Midi) | Bagnères-de-Bigorre | La Mongie                    | 42° 56′ 14″ nord, 0° 08′ 28″ est   | ACR0001570 | 2017 | Observatoire du pic du Midi(bâtiment interministériel du pic du Midi) |
| Paravalanche de Castillon                                              | Bagnères-de-Bigorre | Barrage de Castillon         | 42° 55′ 12″ nord, 0° 11′ 42″ est   | ACR0001155 | 2017 | Paravalanche de Castillon                                             |
| Siège de l'observatoire du pic du Midi                                 | Bagnères-de-Bigorre | 2 rue du Pont-de-la-Moulette | 43° 03′ 30″ nord, 0° 08′ 55″ est   | ACR0001156 | 2017 | Image manquante Téléverser                                            |
| Bâtiment d'accueil du parc national des Pyrénées                       | Cauterets           |                              | 42° 51′ 06″ nord, 0° 08′ 12″ ouest | ACR0001157 | 2017 | Image manquante Téléverser                                            |
| Centrale hydroélectrique de Pragnères                                  | Gavarnie-Gèdre      |                              | 42° 49′ 15″ nord, 0° 00′ 37″ est   | ACR0001158 | 2017 | Centrale hydroélectrique de Pragnères                                 |
| École primaire Paul-Baratgin                                           | Lannemezan          | 346 rue Pasteur              | 43° 07′ 23″ nord, 0° 22′ 57″ est   | ACR0001778 | 2022 | Image manquante Téléverser                                            |
| École de Sarrancolin                                                   | Sarrancolin         | Place du Vivier              | 42° 58′ 00″ nord, 0° 22′ 34″ est   | ACR0001779 | 2022 | École de Sarrancolin                                                  |
| Centre culturel et sportif Léo-Lagrange                                | Séméac              | 9 rue Jules-Ferry            | 43° 13′ 37″ nord, 0° 06′ 15″ est   | ACR0001159 | 2017 | Centre culturel et sportif Léo-Lagrange                               |
| École primaire Jean-Moulin                                             | Tarbes              | 14 rue Henri-Duparc          | 43° 13′ 30″ nord, 0° 03′ 48″ est   | ACR0001780 | 2022 | École primaire Jean-Moulin                                            |
| Le Navarre                                                             | Tarbes              | 18 boulevard Henri-IV        | 43° 13′ 59″ nord, 0° 03′ 46″ est   | ACR0001160 | 2017 | Le Navarre                                                            |